# Zanzibar
Zanzibar é uma região semiautônoma insular que se uniu a Tanganica em 1964 para formar a República Unida da Tanzânia. O território da região semiautônoma compreende o Arquipélago de Zanzibar, localizado no oceano Índico, entre 25 e 50 km na costa leste do continente africano, e consiste em várias ilhas pequenas e duas grandes: Unguja (a ilha principal, referida informalmente como Zanzibar) e Pemba, que estão separadas do continente pelo Canal de Zanzibar. A capital é a cidade de Zanzibar, localizada na ilha de Unguja.

## Toponímia
O nome da ilha é um indicador da arabização da costa da África oriental:  em suaíli, a ilha se chamava Unguja, mas os árabes a chamavam Zanj-Bar (zanj: negros; bar: costa), isto é, Costa dos Negros, onde havia um porto muito procurado.

## História
Zanzibar e Pemba albergaram provavelmente as primeiras povoações muçulmanas da costa da África oriental: em Kizimkazi, na ilha de Zanzibar, há uma inscrição numa parede que afirma que o "Shaikh al-Sayis Abi Amran" ordenou a construção duma mesquita naquele lugar, "no primeiro dia do mês de Dhul-Qada do ano 500" (da Hégira), o que significa o dia 27 de julho de 1107.

Monumento em memória dos escravos, em Zanzibar. Ali funcionou um dos últimos mercados árabes de escravos, até ser encerrado pelos britânicos em 1873.

 Por essa altura, Zanzibar importava cerâmica do golfo Pérsico e rapidamente se tornaria uma base para mercadores árabes. O primeiro europeu a visitar a ilha foi Vasco da Gama, em 1499, acabando os portugueses por estabelecer aí um entreposto comercial e uma missão católica, dominando o território durante dois séculos.
Em 1698, o sultanato de Omã tomou Zanzibar, que se tornou o entreposto comercial do oceano Índico Ocidental, vendendo escravos e marfim no mundo árabe, na Índia e através do Oceano Atlântico. Em 1841, o sultão Said Ibn (1805 - 1856) mudou a sua corte de Omã para Zanzibar. Em 1873, John Kirk, cônsul britânico entre 1866 e 1887, persuadiu o sultão a pôr fim ao tráfico de escravos. Entre 1890 e 1963, Zanzibar foi um protectorado britânico.
Zanzibar obteve a independência e tornou-se uma monarquia constitucional em 1963, mas o sultão foi deposto numa revolução e o país uniu-se ao Tanganica em 1964 para formar a Tanzânia. Apesar de fazer parte da Tanzânia, Zanzibar elege o seu próprio presidente, que funciona como chefe do governo da porção insular e uma assembleia denominada "Conselho Revolucionário".

## Economia
Zanzibar é um grande produtor de especiarias, incluindo o cravinho, a canela e pimenta.